# 누리아 가고
누리아 가고(Nuria Gago, 1977년 8월 7일 ~ )는 스페인의 배우이다.